# Coralli Einaudi
I coralli è una storica collana editoriale della casa editrice Einaudi nata nel 1947, dedicata a romanzi e racconti di scrittori contemporanei italiani e stranieri, curata da Cesare Pavese. In essa confluì la storica collana Narratori contemporanei.
Nel 1971 la collana è stata rinnovata una prima volta, ribattezzandola I Nuovi Coralli, e una seconda nel 1996 col titolo I coralli. Nuova serie.

## Storia editoriale
Fu lo scrittore Cesare Pavese - all'epoca dirigente presso la Einaudi - a inaugurare I coralli nel 1947, in sostituzione della precedente collana dei Narratori contemporanei, che si proponeva di «raccogliere senza alcun pregiudizio di scuola, narrazioni autentiche e impegnative». In questa prima collana vennero pubblicati 22 volumi, che poi confluiranno appunto nei Coralli.
La collana fu sempre gestita, nei primi decenni, da scrittori: a Pavese succedettero Elio Vittorini e Italo Calvino, infine Giulio Bollati (fino al 1979). Dal 1947 al 1976 la collana pubblicò 312 volumi.
Intanto, nel 1948, erano stati affiancati dai Supercoralli, una sorta di versione più grande degli stessi (i Coralli contenevano opere più brevi), che ne richiama la veste grafica (formato ridotto per i Coralli e dimensioni maggiori per i Supercoralli).
Nel 1971 vennero fondati i Nuovi Coralli, che continuarono sulla stessa linea pubblicando sia novità sia opere di autori ormai affermati e consolidati all'interno del catalogo Einaudi. Questi chiusero nel 1996 dopo 490 pubblicazioni.
È stata quindi inaugurata da Ernesto Franco (direttore editoriale della Einaudi) la nuova serie (I coralli. Nuova serie), rinnovata nella grafica e nel formato, che oltre a romanzi e racconti pubblica anche opere di poesia.

### Grafica
Dal punto di vista grafico, I coralli è stata una collana caratterizzata dalla contaminazione artistica (iniziata con Francesco Menzio e Cesare Peverelli nei Narratori contemporanei) e ha visto succedersi giovani artisti milanesi del Fronte nuovo delle arti (Ennio Morlotti, Renato Birolli, Renato Guttuso, Alfredo Chighine), un deciso rinnovamento grafico con il designer svizzero Max Huber, utilizzo per le copertine di opere di artisti quali Fernand Léger, Ben Shahn, Pablo Picasso, Marc Chagall, Paul Klee, Brueghel e Hieronymus Bosch e una riprogettazione di Bruno Munari con Calvino.
Graficamente i volumi dei Narratori contemporanei avevano una sovraccoperta con autore, titolo in grassetto vuoto e una grande immagine che occupava tutto il resto, con il nome di Einaudi sopra la stessa, in basso.
I primi Coralli erano in cartoncino, con coste in tela, e presentavano un'immagine che calava da in alto a destra, il nome dell'autore e il titolo dell'opera sotto, seguiti in basso dal nome dell'editore. Successivamente la disposizione degli elementi cambiò, con il nome dell’autore in alto, immagine al centro e poi titolo ed editore; nel dorso, la casa editrice era simboleggiata da uno struzzo disegnato da Picasso. Infine presero ad essere pubblicati con una copertina rigida rossa nascosta da una sovraccoperta bianca, che riportava autore, titolo e immagine, mentre nella costa lo struzzo picassiano veniva sostituito dal simbolo tradizionale della casa.
Con i Nuovi Coralli si passò alla brossura e i volumi acquisirono un'identità distinta da quella dei Supercoralli, caratterizzata da autore, titolo e immagine centrata e contornata da una doppia cornice colorata (nelle ristampe degli ultimi anni la cornice viene abbandonata e l'immagine si avvicina ai caratteri testuali).
Infine, la nuova serie dei Coralli apre ad immagini che fuoriescono da ogni incasellamento grafico, occupando la copertina al di sotto delle indicazioni di autore, titolo e editore. Nel 2006 la grafica viene rivoluzionata nuovamente: i libri sono stampati in carta rigata, autore e titolo sono colorati e l'immagine occupa completamente lo spazio.

## Volumi pubblicati

### Narratori contemporanei
Di seguito l'elenco dei titoli pubblicati in questa antecedente collana.
- 1. 1941 - Cesare Pavese, Paesi tuoi.
- 2. 1942 - Arrigo Benedetti, Le donne fantastiche.
- 3. 1942 - Natalia Ginzburg (come Alessandra Tornimparte), La strada che va in città.
- 4. 1942 - Giorgio Cabella, Alloggio del golfo.
- 5. 1942 - Giani Stuparich, L'isola.
- 6. 1942 - Pier Antonio Quarantotti Gambini, Le trincee.
- 7. 1942 - Fabrizio Onofri, Via del Maltempo.
- 8. 1945 - Vercors, Il silenzio del mare.
- 9. 1945 - Bonaventura Tecchi, L'isola appassionata.
- 11. 1946 - Cesare Pavese, Feria d'agosto.
- 12. 1945 - Francesco Jovine, L'impero in provincia.
- 13. 1945 - Giuseppe Dessí, Racconti vecchi e nuovi.
- 14. 1946 - Amedeo Ugolini, Uno come gli altri.
- 15. 1946 - Silvio Micheli, Pane duro.
- 16. 1946 - Ernest Hemingway, Fiesta.
- 17. 1946 - Ezio Taddei, Rotaia.
- 18. 1946 - Stefano Terra, Rancore (ristampa di La generazione che non perdona).
- 19. 1946 - Ernest Hemingway, Avere e non avere.
- 20. 1946 - Katherine Anne Porter, Bianco cavallo, bianco cavaliere.
- 21. 1946 - Konstantin Simonov, I giorni e le notti.
- 22. 1947 - Jean-Paul Sartre, Il muro.
- 23. 1947 - Raymond Queneau, Pierrot, amico mio.

### I coralli (1947 - 1972)
- 1. Natalia Ginzburg, È stato cosí.
- 2. Ernest Hemingway, Avere e non avere.
- 3. Cesare Pavese, Il compagno.
- 4. Jean-Paul Sartre, Il muro.
- 5. Silvio Micheli, Un figlio, ella disse.
- 6. Richard Wright, Ragazzo negro.
- 7. Sherwood Anderson, Un povero bianco.
- 8. Pier Antonio Quarantotti Gambini, L'onda dell'incrociatore.
- 9. Aleksandr Fadeev, La disfatta.
- 10. Willa Cather, La mia Antonia.
- 11. Italo Calvino, Il sentiero dei nidi di ragno.
- 12. Robert Henriques, Capitano Smith.
- 13. Jean-Paul Sartre, La nausea.
- 14. Ernest Hemingway, Verdi colline d'Africa.
- 15. Angelo Del Boca, Dentro mi è nato l'uomo.
- 16. Ernest Hemingway, Fiesta.
- 17. Franco Fortini, Agonía di Natale (poi Giovanni e le mani).
- 18. Howard Fast, La via della libertà.
- 19. Konstantin Simonov, I giorni e le notti.
- 20. Fabrizio Onofri (con lo pseudonimo di Sebastiano Carpi)[11], Manoscritto.
- 21. Vercors, Il silenzio del mare.
- 22. Raymond Queneau, [l pantano.
- 23. Elsa Triolet, Gli amanti di Avignone.
- 24. Silvio Micheli, Paradiso maligno.
- 25. Sheila Alexander, Una moglie racconta.
- 26. Langston Hughes, Nel mare della vita.
- 27. Francesco Jovine, Tutti i miei peccati.
- 28. José Revueltas, Il coltello di pietra.
- 29. Angelo Del Boca, L'anno del giubileo.
- 30. James F. Powers, Principe delle tenebre.
- 31. Stephen Crane, La prova del fuoco.
- 32. Carlo Musso Susa, Notte di Roma.
- 33. Pier Antonio Quarantotti Gambini, I nostri simili.
- 34. Cesare Pavese, Prima che il gallo canti.
- 35. Roger Peyrefitte, Le amicizie particolari.
- 36. James Joyce, Gente di Dublino.
- 37. Francis Scott Fitzgerald, Tenera è la notte.
- 38. Mario Vicentini, In principio era l'odio.
- 39. Michael Fessier, Nessuno l'avrebbe detto.
- 40. Anna Seghers, La rivolta dei pescatori di Santa Barbara.
- 41. Renata Viganò, L'Agnese va a morire.
- 42. Italo Calvino, Ultimo viene il corvo.
- 43. Jorge Icaza, I meticci.
- 44. Alfred Hayes, La ragazza della via Flaminia.
- 45. Andrew Lee, I figli indifferenti.
- 46. Richard Wright, I figli dello zio Tom.
- 47. Kenneth Patchen, Arrivederci a domani.
- 48. Cesare Pavese, La luna e i falò.
- 49. Sherwood Anderson, Racconti dall'Ohio.
- 50. Friedrich Torberg, Eccomi, padre mio.
- 51. Giuseppe Berto, Il brigante.
- 52. Nathanael West, Il giorno della locusta.
- 53. Jorge Amado, Jubiabá.
- 54. Cesare Pavese, Paesi tuoi.
- 55. Rex Warner, La caccia all'Oca selvatica.
- 56. Cesare Pavese, Feria d'agosto.
- 57. Thomas Mann, Cane e padrone e altri racconti.
- 58. Cesare Pavese, Notte di festa.
- 59. Erskine Caldwell, La via del tabacco.
- 60. Giuseppe Raimondi, Notizie dall'Emilia.
- 61. Thomas Mann, La morte a Venezia.
- 62. Heinrich Mann, Il suddito.
- 63. Mario Tobino, Il deserto della Libia.
- 64. Pier Antonio Quarantotti Gambini, Amor militare (poi L'amore di Lupo).
- 65. Il'ja Ehrenburg, Il disgelo, vol. I.
- 66. James M. Cain, Serenata.
- 67. Viktor Nekrasov, Nella città natale.
- 68. Horace McCoy, Le luci di Hollywood.
- 69. Giorgio Bassani, Cinque storie ferraresi.
- 70. Augusto Monti, Vietato pentirsi.
- 71. Mario Tobino, La brace dei biassoli.
- 72. Carlo Cassola, La casa di via Valadier.
- 73. Cesare Pavese, La spiaggia.
- 74. Pier Antonio Quarantotti Gambini, Il cavallo Tripoli.
- 75. Ôoka Shôhei, La guerra del soldato Tamura.
- 76. Marguerite Duras, Una diga sul Pacifico.
- 77. Il'ja Ehrenburg, Il disgelo, vol. II.
- 78. Italo Calvino, Il visconte dimezzato.
- 79. Italo Calvino, Il barone rampante.
- 80. Natalia Ginzburg, Valentino.
- 81. Manlio Cancogni, L'odontotecnico.
- 82. Carlo Cassola, Un matrimonio del dopoguerra.
- 83. Alberto Arbasino, Le piccole vacanze.
- 84. Alfred Hayes, Un amore.
- 85. Lalla Romano, Tetto murato.
- 86. Tibor Déry, Niki. Storia di un cane.
- 87. Roger Vailland, 325000 franchi.
- 88. Ugo Facco De Lagarda, La grande Olga.
- 89. Alain Robbe-Grillet, La gelosia.
- 90. Gian Carlo Fusco, Le rose del ventennio.
- 91. Giovanni Arpino, Gli anni del giudizio.
- 92. Giorgio Bassani, Gli occhiali d'oro.
- 93. Roger Peyrefitte, La morte di una madre.
- 94. Aldous Huxley, Giallo cromo.
- 95. Erich Kuby, Rosemarie.
- 96. Rex Warner, L'aerodromo.
- 97. Albrecht Goes, Prima dell'alba.
- 98. Michel Save, Lo splendore del deserto.
- 99. Juan Goytisolo, Fiestas.
- 100. Cesare Pavese e Bianca Garufi, Fuoco grande.
- 101. Maude Hutchins, Diario d'amore.
- 102. Wolfgang Koeppen, La morte a Roma.
- 103. Olivia di Olivia.
- 104. Kawabata Yasunari, Il paese delle nevi.
- 105. Robert Musil, I turbamenti del giovane Törless.
- 106. Leonardo Sciascia, Gli zii di Sicilia.
- 107. Giovanni Arpino, La suora giovane.
- 108. Italo Calvino, Il cavaliere inesistente.
- 109. Raffaello Brignetti, La riva di Charleston.
- 110. James Purdy, 63: Palazzo del Sogno.
- 111. Monique Lange, I pescigatto.
- 112. Alain Robbe-Grillet, Nel labirinto.
- 113. Pier Antonio Quarantotti Gambini, La rosa rossa.
- 114. Raymond Queneau, Zazie nel metró.
- 115. Jurij Kazakov, Alla stazione.
- 116. Camilo José Cela, La famiglia di Pascual Duarte.
- 117. Roger Vailland, Colpi pericolosi.
- 118. Saul Bellow, La resa dei conti.
- 119. Giorgio Bassani, Una notte del '43.
- 120. Robert Musil, Tre donne.
- 121. Henry Miller, Paradiso perduto.
- 122. Leonardo Sciascia, Il giorno della civetta.
- 123. Lalla Romano, L'uomo che parlava solo.
- 124. Luis Goytisolo, I sobborghi.
- 125. Augusto Monti, Ragazza 1924.
- 126. Alain Robbe-Grillet, Le gomme.
- 127. Arthur Miller, Gli spostati.
- 128. Jorge Luis Borges, Finzioni (La biblioteca di Babele).
- 129. Natalia Ginzburg, Le voci della sera.
- 130. Bruno Fonzi, Un duello sotto il fascismo.
- 131. Witold Gombrowicz, Ferdydurke.
- 132. Monique Lange, I platani.
- 133. Fukazawa Schichiro, Le canzoni di Narayama.
- 134. Béatrix Beck, Léon Morin, prete.
- 135. Viktor Nekrasov, Kira Georgievna.
- 136. Robert Walser, L'assistente.
- 137. Heimito von Doderer, Le finestre illuminate.
- 138. Alan Sillitoe, Sabato sera, domenica mattina.
- 139. Ana María Matute, Festa al Nordovest.
- 140. Alain Robbe-Grillet, L'anno scorso a Marienbad.
- 141. Fabrizio Onofri, Roma 31 dicembre.
- 142. Claude Simon, L'erba.
- 143. Vasilij Aksjonov, Il biglietto stellato.
- 144. Marcello Venturi, L'ultimo veliero.
- 145. Bianca Garufi, Il fossile.
- 146. Vladimir Tendrjakov, Tre sette asso e altri racconti.
- 147. Eugène Ionesco, Il rinoceronte.
- 148. Alain Robbe-Grillet, Il voyeur.
- 149. Mario Rigoni Stern, Il sergente nella neve.
- 150. Lucio Mastronardi, Il maestro di Vigevano.
- 151. Alfred Hayes, Il mio viso perché lo guardi il mondo.
- 152. William Styron, La lunga marcia.
- 153. Dante Troisi, Diario di un giudice.
- 154. Mario Rigoni Stern, Il bosco degli urogalli.
- 155. Juan García Hortelano, Temporale d'estate.
- 156. Stelio Mattioni, Il sosia.
- 157. Cesare Pavese, La bella estate.
- 158. Cesare Pavese, Il diavolo sulle colline.
- 159. Cesare Pavese, Tra donne sole.
- 160. Jorge Luis Borges e Margarita Guerrero, Manuale di zoologia fantastica.
- 161. Lucio Mastronardi, Il calzolaio di Vigevano.
- 162. Bernard Malamud, Il commesso.
- 163. Claude Simon, La strada delle Fiandre.
- 164. Marguerite Duras, Il pomeriggio del signor Andesmas. Alle dieci e mezzo di sera, d'estate.
- 165. Samuel Beckett, Murphy.
- 166. Georgij Vladimov, La grande vena.
- 167. Claude Ollier, La messa in scena.
- 168. Bertolt Brecht, Dialoghi di profughi.
- 169. Aleksandr Solženicyn, Una giornata di Ivan Denisovič.
- 170. Marguerite Yourcenar, Memorie di Adriano.
- 171. Leonardo Sciascia, Il Consiglio d'Egitto.
- 172. Carlo Cassola, Il taglio del bosco.
- 173. Lullina Terni, I contrattempi sentimentali.
- 174. William Goyen, La casa in un soffio.
- 175. Italo Calvino, La giornata d'uno scrutatore.
- 176. Primo Levi, La tregua.
- 177. Sławomir Mrożek, L'elefante.
- 178. Laura Conti, Cecilia e le streghe.
- 179. Aleksandr Solženicyn, La casa di Matrjona.
- 180. Alain Robbe-Grillet, Istantanee.
- 181. Dacia Maraini, L'età del malessere.
- 182. Roger Caillois, Ponzio Pilato.
- 183. Lodovico Terzi, L'imperatore timido.
- 184. Primo Levi, Se questo è un uomo.
- 185. James F. Powers, Presenza di Grazia.
- 186. Danilo Dolci, Racconti siciliani.
- 187. James Purdy, Il nipote.
- 188. Rafael Sánchez Ferlosio, Il Jarama.
- 189. Italo Calvino, La speculazione edilizia.
- 190. Vladimir Tendrajakov, Straordinario.
- 191. Beppe Fenoglio, I ventitre giorni della città di Alba. La malora.
- 192. Umberto Simonetta, Tirar Mattina.
- 193. Luigi Daví, L'aria che respiri.
- 194. Lucio Mastronardi, Il meridionale di Vigevano.
- 195. Juan Goytisolo, L'isola.
- 196. Kurt Kusenberg, La città di vetro e altre storie peregrine.
- 197. Bruno Fonzi, Il Maligno.
- 198. Pier Antonio Quarantotti Gambini, I giochi di Norma.
- 199. Dylan Thomas, Molto presto di mattina.
- 200. Jorge Semprun, Il grande viaggio.
- 201. Carlo Villa, La nausea media.
- 202. Mario Picchi, Il Muro Torto.
- 203. Cristoforo M. Negri, I lunghi fucili. Ricordi della guerra di Russia.
- 204. Mario Marri, Diario di paese.
- 205. Giuseppe Bonaviri, Il fiume di pietra.
- 206. Emilio Lussu, Un anno sull'Altipiano.
- 207. Alan Sillitoe, La solitudine del maratoneta.
- 208. Ottiero Ottieri, Tempi stretti.
- 209. Renzo Tomatis, Il laboratorio.
- 210. Marguerite Duras, Hiroshima mon amour.
- 211. Gabriele Baldini, Le rondini dell'Orfeo.
- 212. Luigi Daví, Il vello d'oro.
- 213. Giovanni Pirelli, A proposito di una macchina.
- 214. Lalla Romano, Maria.
- 215. Marlen Chuciev e Gennadij Špalikov, La barriera di Il'ič.
- 216. Roberto Battaglia, Un uomo, un partigiano.
- 217. Flannery O'Connor, Il cielo è dei violenti.
- 218. Carlo Montella, I parenti del Sud.
- 219. Emilio Lussu, Marcia su Roma e dintorni.
- 220. Remo Teglia, Mala Castra.
- 221. Italo Calvino, La nuvola di smog e La formica argentina.
- 222. Vitalij Sëmin, Sette in una casa.
- 223. Natalia Ginzburg, Le piccole virtú.
- 224. Calvet Casey, Il ritorno.
- 225. Mario Tobino, Il deserto della Libia.
- 226. Leonardo Sciascia, A ciascuno il suo.
- 227. Viktor Šklovskij, Zoo o lettere non d'amore.
- 228. Aldo De Jaco, Viaggio di ritorno.
- 229. Carlo Cassola, Tempi memorabili.
- 230. Manfred Esser, Duello.
- 231. Paolo Barbaro, Giornale dei lavori.
- 232. Bernard Malamud, Prima gli idioti.
- 233. Alain Robbe-Grillet, La maison de rendez-vous.
- 234. Damiano Malabaila, Storie naturali.
- 235. Simone de Beauvoir, Una morte dolcissima.
- 236. Marguerite Duras, Il rapimento di Lol V. Stein.
- 237. Veniamin Kaverin, Il pittore è ignoto.
- 238. Lalla Romano, Le metamorfosi.
- 239. André Gide, La porta stretta.
- 240. Pier Antonio Quarantotti Gambini, Le redini bianche.
- 241. Thomas Mann, Tonio Kröger.
- 242. Carlo Villa, Deposito celeste.
- 243. Elio Bartolini, Chi abita la villa.
- 244. Nuto Revelli, Mai tardi.
- 245. Michelangelo Antonioni, Blow-up.
- 246. Simone de Beauvoir, Le belle immagini.
- 247. Bohumil Hrabal, Inserzione per una casa in cui non voglio più abitare.
- 248. John Wain, Un suicidio da non sprecare.
- 249. Stephen Schneck, Il portiere di notte.
- 250. Natalia Ginzburg, Ti ho sposato per allegria e altre commedie.
- 251. Kingsley Amis, Perché resti con Bang?.
- 252. James Purdy, Un ignobile individuo.
- 253. Michel Tournier, Venerdí o il limbo del Pacifico.
- 254. Pier Antonio Quarantotti Gambini, La corsa di Falco.
- 255. Cesare Pavese, Ciau Masino.
- 256. Simone de Beauvoir, Una donna spezzata.
- 257. Italo Calvino, Marcovaldo.
- 258. Marguerite Duras, Distruggere, ella disse.
- 259. Kingsley Amis, Quell'incerto sentimento.
- 260. Norberto Fuentes, I condannati dell'Escambray.
- 261. Leonardo Sciascia, Recitazione della controversia liparitana dedicata ad A. D..
- 262. Gabriele Baldini, Selva e Torrente.
- 263. Nigel Dennis, Il semprevivo di Malta.
- 264. Dacia Maraini, Il ricatto a teatro e altre commedie.
- 265. Robert Musil, Pagine postume pubblicate in vita.
- 266. Carlo Villa, I sensi lunghi.
- 267. Aleksandr Solženicyn, Il cervo e la bella del campo. Una candela al vento.
- 268. John Wain, Un cielo più piccolo.
- 269. Giovanni Testori, Il dio di Roserio.
- 270. Primo Levi, Vizio di forma.
- 271. Remo Teglia, La ballata del mezzadro.
- 272. Vito Ventrella, Il gatto Pik.
- 273. Carlo Brizzolara,Temporale Rosy.
- 274. Mario Rigoni Stern, Quota Albania.
- 275. Leonardo Sciascia, Il contesto. Una parodia.
- 276. Alain Robbe-Grillet, Progetto per una rivoluzione a New York.
- 277. Ladislav Fuks, Il bruciacadaveri.
- 278. Giuseppe Bonaviri, Il sarto della stradalunga.
- 279. Ugo Leonzio, La norma.
- 280. Carlo Villa, L'isola in bottiglia.
- 281. Paolo Barbaro, Libretto di campagna.
- 282. Alberto Arbasino, Il principe costante.
- 283. Franco Fortini, Giovanni e le mani.

### Nuovi Coralli (1971 - 1992)
- 1. Thomas Mann, La morte a Venezia.
- 2. Primo Levi, Se questo è un uomo.
- 3. Italo Calvino, Il barone rampante.
- 4. Cesare Pavese, La bella estate.
- 5. Alberto Arbasino, Le piccole vacanze.
- 6. Natalia Ginzburg, Le voci della sera.
- 7. Carlo Cassola, La casa di via Valadier.
- 8. Richard Wright, I figli dello zio Tom.
- 9. Leonardo Sciascia, A ciascuno il suo.
- 10. Primo Levi, La tregua.
- 11. James M. Cain, Serenata.
- 12. Jean-Paul Sartre, Il muro.
- 13. Italo Calvino, Il visconte dimezzato.
- 14. Raffaello Brignetti, Il gabbiano azzurro.
- 15. Cesare Pavese, La luna e i falò.
- 16. Italo Calvino, Il sentiero dei nidi di ragno.
- 17. Leonardo Sciascia, Il giorno della civetta.
- 18. Danilo Dolci, Racconti siciliani.
- 19. Thomas Mann, Tonio Kröger.
- 20. Simone de Beauvoir, Una donna spezzata.
- 21. Natalia Ginzburg, Le piccole virtù.
- 22. Italo Calvino, La nuvola di smog e La formica argentina.
- 23. Renata Viganò, L'Agnese va a morire.
- 24. Giovanni Arpino, La suora giovane.
- 25. Bernard Malamud, Il commesso.
- 26. Goffredo Parise, Cara Cina.
- 27. Anthony Burgess, Un'arancia a orologeria.
- 28. Thomas Mann, Cane e padrone e altri racconti.
- 29. Michail Bulgakov, La guardia bianca.
- 30. Miguel Barnet, Canzone di Rachel.
- 31. Jorge Luis Borges, Evaristo Carriego.
- 32. Mario Rigoni Stern, Il sergente nella neve.
- 33. Natalia Ginzburg, Valentino.
- 34. Goffredo Parise, Il fidanzamento.
- 35. Beppe Fenoglio, La paga del sabato.
- 36. Carlo Cassola, Una relazione.
- 37. Friedrich Dürrenmatt, La panne.
- 38. Pierre Jean Jouve, Paulina 1880.
- 39. Pier Antonio Quarantotti Gambini, La rosa rossa.
- 40. Leonardo Sciascia, Gli zii di Sicilia.
- 41. Italo Calvino, Il cavaliere inesistente.
- 42. Ernest Hemingway, Torrenti di primavera.
- 43. Leonardo Sciascia, Il consiglio d'Egitto.
- 44. Italo Calvino, Marcovaldo ovvero Le stagioni in città
- 45. Bernardo Bertolucci, Ultimo tango a Parigi.
- 46. Italo Calvino, La speculazione edilizia.
- 47. Ernest Hemingway, Fiesta.
- 48. Luciano Bolis, Il mio granello di sabbia.
- 49. Raymond Queneau, I fiori blu.
- 50. Lucio Mastronardi, Il calzolaio di Vigevano.
- 51. David Garnett, La signora trasformata in volpe.
- 52. Max Frisch, Guglielmo Tell per la scuola'.
- 53. Bonaventura Tecchi, L'isola appassionata.
- 54. Robert Musil, Tre donne.
- 55. Goffredo Parise, Atti impuri.
- 56. Alberto Arbasino, L'Anonimo Lombardo.
- 57. Cesare Pavese, Lavorare stanca.
- 58. Cesare Pavese, Dialoghi con Leucò.
- 59. Cesare Pavese, Il mestiere di vivere.
- 60. Cesare Pavese, Poesie del disamore e altre poesie disperse.
- 61. Cesare Pavese, Racconti (2 volumi).
- 62. Bernard Malamud, La Venere di Urbino.
- 63. Mario Rigoni Stern, Ritorno sul Don.
- 64. Carlo Emilio Gadda, La Madonna dei Filosofi.
- 65. Carlo Emilio Gadda, L'Adalgisa.
- 66. Carlo Emilio Gadda, Il castello di Udine.
- 67. Carlo Cassola, Storia di Ada.
- 68. Nathanael West, Il giorno della locusta.
- 69. Lalla Romano, Diario di Grecia.
- 70. Dario Fo, Morte accidentale di un anarchico.
- 71. Iris Murdoch, La ragazza italiana.
- 72. Michelangelo Antonioni, Chung Kuo. Cina.
- 73. Esmond Romilly, Boadilla.
- 74. Carlo Levi, Tutto il miele è finito.
- 75. Mario Bonfantini, Sul Po.
- 76. James Joyce, Gente di Dublino.
- 77. Bruno Fonzi, I pianti della liberazione.
- 78. Liliana Cavani - Italo Moscati, Lettere dall'interno.
- 79. Viktor Nekrasov, Kira Geòrgievna.
- 80. Liliana Cavani, Il portiere di notte.
- 81. Cesare Pavese, Prima che il gallo canti.
- 82. Leonardo Sciascia, Il mare colore del vino.
- 83. Jean-Paul Sartre, La nausea.
- 84. Emilio Lussu, Un anno sull'Altipiano.
- 85. Erskine Caldwell, La via del tabacco.
- 86. Natalia Ginzburg, È stato così.
- 87. Francesco Fausto Nitti, Il maggiore è un rosso.
- 88. Italo Calvino, L'entrata in guerra.
- 89. Cesare Pavese, Il compagno.
- 90. Cesare Pavese, La spiaggia.
- 91. Cesare Pavese, Paesi tuoi.
- 92. Cesare Pavese, Feria d'agosto.
- 93. Ugo Gregoretti, Le tigri di Mompracem, una serata con Emilio Salgari.
- 94. James Purdy, Malcolm.
- 95. Ingmar Bergman, Scene di vita coniugale.
- 96. Danilo Dolci, Non esiste il silenzio.
- 97. Julio Cortázar, Bestiario.
- 98. Francesco Jovine, Tutti i miei peccati.
- 99. Beppe Fenoglio, La malora.
- 100. Italo Calvino, La giornata d'uno scrutatore.
- 101. Mario Rigoni Stern, Il bosco degli urogalli.
- 102. Oreste Del Buono, La nostra età.
- 103. Danilo Dolci, Poema umano.
- 104. Aldo Pomini, Memorie di un contrabbandiere.
- 105. Bertolt Brecht, Gli affari del signor Giulio Cesare.
- 106. Beppe Fenoglio, I ventitré giorni della città di Alba.
- 107. Lalla Romano, L'uomo che parlava da solo.
- 108. Alberto Arbasino, Specchio delle mie brame.
- 109. Natalia Ginzburg, La strada che va in città.
- 110. Natalia Ginzburg, Sagittario.
- 111. Marco Ferreri-Rafael Azcona, Non toccare la donna bianca.
- 112. Gisela Elsner, Non commettere atti impuri.
- 113. Gianni Celati, Le avventure di Guizzardi.
- 114. Pier Paolo Pasolini, Il padre selvaggio.
- 115. Michail Bulgakov, Romanzo teatrale.
- 116. Gertrude Stein, Come volevasi dimostrare.
- 117. Robert Musil, I turbamenti del giovane Törless.
- 118. Marina Jarre, Negli occhi di una ragazza.
- 119. Henry Miller, Paradiso perduto.
- 120. Friedrich Dürrenmatt, Greco cerca greca.
- 121. Alberto Arbasino, La narcisata.
- 122. Giuseppe Bonaviri, La contrada degli ulivi.
- 123. Pietro Chiodi, Banditi.
- 124. Carlo Levi, La doppia notte dei tigli.
- 125. Saverio Tutino, La ragazza scalza.
- 126. Gertrude Stein, Tre esistenze.
- 127. Simone de Beauvoir, Una morte dolcissima.
- 128. Simone de Beauvoir, Le belle immagini.
- 129. Carlo Levi, Le parole sono pietre.
- 130. Jiri Fried, Hobby.
- 131. Bernard Malamud, Il cappello di Rembrandt.
- 132. Natalia Ginzburg, Tutti i nostri ieri.
- 133. Elio Vittorini, Erica e i suoi fratelli.
- 134. Howard Fast, La via della libertà.
- 135. Rolando Viani, A Viareggio aspettiamo l'estate.
- 136. Renzo Rosso, L'adescamento.
- 137. Jorge Luis Borges-Adolfo Bioy Casares, Cronache di Bustos Domecq.
- 138. Friedrich Dürrenmatt, La promessa.
- 139. Leonardo Sciascia, La scomparsa di Majorana.
- 140. Elio Vittorini, Le città del mondo.
- 141. Carlo Levi, Il futuro ha un cuore antico. Viaggio nell'Unione Sovietica.
- 142. Dacia Maraini, L'età del malessere.
- 143. Jorge Amado, Jubiabá.
- 144. J. D. Salinger, Nove racconti.
- 145. Emilio Lussu, Marcia su Roma e dintorni.
- 146. Natalia Ginzburg, Ti ho sposato per allegria.
- 147. Leonardo Sciascia, Il contesto. Una parodia.
- 148. Leonardo Sciascia, Todo modo.
- 149. Miklós Jancsó-G.Gagliardo, Vizi privati pubbliche virtù.
- 150. Vercors, Il silenzio del mare.
- 151. Pedro Salinas, Vigilia del piacere.
- 152. Italo Calvino, Ultimo viene il corvo.
- 153. Alan Sillitoe, La figlia del rigattiere e altri racconti .
- 154. Ubaldo Bertoli, La quarantasettesima.
- 155. Giuliana Ferri, Un quarto di donna.
- 156. Silvano Agosti-Marco Bellocchio-Sandro Petraglia-Stefano Rulli, Matti da slegare.
- 157. Anna Seghers, La rivolta dei pescatori di Santa Barbara.
- 158. Pier Antonio Quarantotti Gambini, L'onda dell'incrociatore.
- 159. Giovanni Arpino, Gli anni del giudizio.
- 160. Vladimir Tendrjakov, La notte dopo l'esame di maturità.
- 161. Marco Bellocchio, Marcia trionfale.
- 162. Dylan Thomas, Ritratto dell'autore da cucciolo.
- 163. Bernardo Bertolucci-Franco Arcalli-Giuseppe Bertolucci, Novecento. Atto primo.
- 164. Bernardo Bertolucci-Franco Arcalli-Giuseppe Bertolucci, Novecento. Atto secondo.
- 165. Leonardo Sciascia, L'onorevole. Dramma in tre atti-Recitazione della controversia liparitana dedicata ad A.D.-I mafiosi.
- 166. Michelangelo Antonioni, Tecnicamente dolce.
- 167. Saul Bellow, La resa dei conti.
- 168. Leonardo Sciascia, I pugnalatori.
- 169. Federico Fellini-Bernardino Zapponi, Il Casanova di Fellini.
- 170. Marco Ferreri, L'ultima donna.
- 171. Goffredo Parise,  Il crematorio di Vienna.
- 172. Joseph Losey-Franco Solinas, Mr. Klein.
- 173. Marina Jarre, La principessa della luna vecchia.
- 174. Carlo Cassola, Il cacciatore.
- 175. Ingmar Bergman, L'immagine allo specchio.
- 176. Emilio Sarzi Amadé, Polenta e sassi.
- 177. Peter Robinson, Asylum. Un film su una comunità psichiatrica di R. D. Laing.
- 178. Umberto Pavia, Quaderno dei temi.
- 179. Bertolt Brecht, Dialoghi di profughi.
- 180. Dorothy Strachey, Olivia.
- 181. Vincenzo Consolo, La ferita dell'aprile.
- 182. Italo Calvino, Le città invisibili.
- 183. Dacia Maraini, Donne mie.
- 184. Italo Calvino, Ti con zero.
- 185. Pier Antonio Quarantotti Gambini, Il cavallo Tripoli.
- 186. André Breton, Antologia dello humour nero.
- 187. Jorge Luis Borges, Elogio dell'Ombra.
- 188. André Breton, Nadja.
- 189. Marguerite Yourcenar, Memorie di Adriano.
- 190. Max Frisch, Libretto di servizio.
- 191. Raffaello Brignetti, La riva di Charleston.
- 192. Leonardo Sciascia, Candido, ovvero Un sogno fatto in Sicilia.
- 193. Liliana Cavani, Al di là del bene e del male.
- 194. Mario Bonfantini, L'amore di Maria e altri racconti.
- 195. Pier Antonio Quarantotti Gambini, L'amore di Lupo.
- 196. Max Frisch, Montauk.
- 197. Robert Altman-Joan Tewkesbury, Nashville.
- 198. Italo Calvino, Le cosmicomiche.
- 199. Georges Bataille, L'azzurro del cielo.
- 200. Robert Walser, L'assistente.
- 201. Robert Altman, Tre donne.
- 202. Gianni Celati, La banda dei sospiri.
- 203. Nicola Pugliese, Malacqua
- 204. Dante Troisi, Diario di un giudice
- 205. Brianna Carafa, Il ponte nel deserto
- 206. Dacia Maraini, Mangiami pure
- 207. Ennio Flaiano, Melampo.
- 208. Alki Zei, La tigre in vetrina.
- 209. Lalla Romano, Pralève.
- 210. Francesco Jovine, Signora Ava.
- 211. Richard Wright, Ragazzo negro.
- 212. E. M. Forster, Passaggio in India.
- 213. Heimito von Doderer, Le finestre illuminate ovvero Come il consigliere Julius Zihal divenne uomo.
- 214. Jorge Luis Borges, Finzioni.
- 221. Mario Rigoni Stern, Storia di Tönle.
- 223. Pina Rota Fo, Il paese delle rane.
- 224. Adolfo Bioy Casares, Dormire al sole.
- 226. Giani Stuparich, Un anno di scuola - Ricordi istriani
- 227. Margarita Guerrero-Jorge Luis Borges, Manuale di zoologia fantastica.
- 234. Franco Fortini, I cani del Sinai.
- 236. Primo Levi, Storie naturali.
- 237. J. D. Salinger, Franny e Zooey.
- 240. Sherwood Anderson, Un povero bianco.
- 244. Romana Pucci, La volanda.
- 248. Michail Bulgakov, Racconti.
- 249. Vito Ventrella, Affabilità.
- 254. Shichirō Fukazawa, Le canzoni di Narayama.
- 262. Antonio Caselle, Fui chiamato dal presidente.
- 263. Beppe Fenoglio, L'affare dell'anima e altri racconti.
- 264. Hans Joachim Schädlich, Tentativi di avvicinamento.
- 267. Robert Musil, Incontri. Due racconti (1911).
- 276. Louis-Ferdinand Céline, Colloqui con il professor Y.
- 277. Osip Mandel'stam, Il rumore del tempo - Feodosia - Il francobollo egiziano.
- 279. Andrej Platonov, Ricerca di una terra felice.
- 282. Mario La Cava, Caratteri.
- 283. Emilio Tadini, L'opera.
- 289. Silvio D'Arzo, Casa d'altri e altri racconti.
- 293. Laura Mancinelli, I dodici abati di Challant.
- 294. Julio Cortázar, Storie di cronopios e di fama.
- 295. Robert Musil, Pagine postume pubblicate in vita.
- 296. Bianca Fo Garambois, La ringhiera dei miei vent'anni.
- 297. Fabrizia Ramondino, Althénopis.
- 298. Mario Rigoni Stern, Quota Albania.
- 299. José María Arguedas, I fiumi profondi.
- 300. Pier Antonio Quarantotti Gambini, I nostri simili.
- 301. Andrea De Carlo, Treno di panna.
- 302. Giorgio Mario Bergamo, Addio a Recanati.
- 303. Julio Ramón Ribeyro, Niente da fare, Monsieur Baruch.
- 304. Carlo Cassola, Tempi memorabili.
- 305. Arno Schmidt, Alessandro o Della verità.
- 306. Giuseppe Bonaviri, Il sarto della strada lunga.
- 307. Juan Carlos Onetti, Triste come lei e altri racconti.
- 308. Raymond Queneau, Zazie nel metró.
- 309. Angelo Carta, Anzelinu.
- 310. Francesco Jovine, L'impero in provincia. Cronache italiane dei tempi moderni.
- 311. Ivy Compton-Burnett, Servo e serva.
- 312. André Gide, La porta stretta.
- 313. Ivy Compton-Burnett, Il presente e il passato.
- 314. Alan Sillitoe, La solitudine del maratoneta.
- 315. Ivy Compton-Burnett, Madre e figlio.
- 316. Max Frisch, L'uomo nell'Olocene.
- 317. Ivy Compton-Burnett, Un dio e i suoi doni.
- 318. Francesco Jovine, Il pastore sepolto.
- 319. Leonardo Sciascia, Il teatro della memoria.
- 320. Primo Levi, Lilìt e altri racconti.
- 321. Luis Buñuel, Quell'oscuro oggetto del desiderio.
- 322. Ian McEwan, Fra le lenzuola e altri racconti.
- 323. Raymond Roussel, Locus Solus.
- 324. Alberto Savinio, Infanzia di Nivasio Dolcemare.
- 325. Alan Sillitoe, Sabato Sera, Domenica Mattina.
- 326. Ernst Toller, Una giovinezza in Germania.
- 327. Günter Grass, 'L'incontro di Telgte.
- 328. Carlo Cassola, Ferrovia locale.
- 329. Raymond Queneau, Icaro involato.
- 333. José María Arguedas, Il sexto.
- 338. Roger Caillois, Ponzio Pilato.
- 364. Luigi Malerba, Salto mortale.
- 372. Laura Mancinelli, Il fantasma di Mozart.
- 382. J. D. Salinger, Alzate l'architrave, carpentieri e Seymour. Introduzione.
- 386. Primo Levi, Vizio di forma.
- 397. Mario Fortunato, Luoghi Naturali.
- 419. Laura Mancinelli, Il miracolo di santa Odilia.
- 467. Enzo Fileno Carabba, Jakob Pesciolini.
- 478. Laura Mancinelli, Gli occhi dell'imperatore.
- 488. Laura Mancinelli, Raskolnikov.